# Sébastien Tortelli
Sébastien Tortelli, né le 19 août 1978 à Agen, surnommé « Dyno », est un pilote français de moto-cross. Il est titré deux fois champion du monde de motocross: 125 cm3 en 1996 et 250 cm3 en 1998.

## Biographie
Pilote précoce, il devient champion du monde de moto-cross 125 cm3 en 1996 sur une KAWASAKI 125KX du Team De Groot (il devient alors le plus jeune champion du monde de l'histoire du motocross).
En 1998, en 250 cm3 toujours sur une Kawasaki KX préparée avec maestria par le néerlandais Jan De Groot il est à nouveau champion du monde face à un adversaire de taille, le belge Stefan Everts, lors d'une saison très disputée se concluant en Grèce par un Grand Prix auquel il était arrivé avec 8 points de retard il pousse à la chute par deux reprises son concurrent Belge Everts, pourtant en grande forme.
Sébastien Tortelli est le seul pilote de sa génération à avoir battu à la régulière le surdoué Belge qui deviendra par la suite le pilote le plus titré de toute l'histoire du motocross avec ses dix titres mondiaux.
Double champion du monde  et désireux d'affronter les meilleurs pilotes de la discipline comme le fit Jean-Michel Bayle auparavant, il part aux États-Unis en 1999. Mais la concurrence est trop forte avec des pilotes comme Jeremy McGrath, Ricky Carmichael ou son compatriote David Vuillemin pour qu'il réussisse à briller en supercross. Il s'affirmera comme prévu en motocross avec notamment une place de vice-champion en 2000. Doug Henry le privera d'un titre US NATIONAL 250MX alors qu'il était leader du championnat en le blessant lourdement lors d'un accrochage dont Henry fut reconnu responsable. Blessé à de nombreuses reprises les années suivantes (épaule, genoux),il ne deviendra jamais champion US ni en MX ni en SX. Il décide finalement de rouler à nouveau en Europe en 2006, mais une nouvelle blessure (genou) l'oblige à interrompre sa saison au Grand Prix d'Espagne. Lors du Supercross de Bercy, en novembre 2006, il annonce sa retraite définitive du motocross de haut niveau.
Sébastien se consacre désormais à une école de pilotage en Californie.
Depuis 2021, il se consacre au développement de la Varg de la marque Stark Future, une moto électrique destinée au motocross.

## Parcours
- 1983
  - Débuts en moto à 4 ans et 1re course à 5 ans
- 1989
  - Vice-champion minicross de Provence 60 cm³
- 1990
  - Vice-champion minicross de Provence 80 cm³
- 1991
  - Vice-champion de France Cadet
  - Champion de ligue
- 1992
  - Champion de France Cadet
  - Champion de France Minivert
  - Vainqueur du Trophée Kawasaki
- 1993
  - Vice-champion de France Junior 125 cm³
- 1994
  - Vice-champion d’Europe 125 cm³
  - 6e du championnat de France Elite 125 cm³
  - 25e du championnat du monde 125 cm³
  - 4e du championnat de France SX 125 cm³
- 1995
  - Champion de France et d’Europe SX 125 cm³
  - Champion de France élite 125 cm³
  - 3e du championnat du monde MX 125 cm³
  - Vainqueur de la coupe d’Europe SX 125 cm³
  - Vainqueur des Nations en 125 cm³, 3e en équipe du Motocross des nations en Slovaquie
- 1996
  - Champion du monde 125 cm³
  - Champion de France élite 125 cm³
  - 24e du championnat du monde 250 cm³
  - Vice-champion de France SX 250 cm³
  - 4e du championnat du monde SX 250 cm³
  - 2e avec l'équipe de France au Motocross des Nations
- 1997
  - 4e du championnat du monde 250 cm³ : 2 victoires en Italie et à Saint-Marin puis blessure au vertèbre au Venezuela
  - 4e du championnat de France Elite 250 cm³
- 1998
  - Champion du monde 250 cm³
  - 18e du championnat SX US 250 : 1 victoire au SX de Los Angeles (CA)
- 1999
  - 12e du championnat SX US 250
  - 12e du championnat MX US 250 : 1 victoire à San Bernardino (CA)
  - Vice-Champion du monde SX 250
- 2000
  - Vice-champion MX US 250 : 1 victoire à Buchanan (MI)
  - 6e du championnat SX US 250
  - Vainqueur du Fast Cross d'Arsago
  - Membre de l'équipe de France au Motocross des Nations
- 2001
  - 10e SX US 250
  - 6e Outdoor 250 cm³
- 2002
  - 13e SX US 250
  - 4e Outdoor 250 cm³
- 2003
  - 18e SX US 250 (blessure au genou)
- 2004
  - 8e Outdoor 250 cm³
- 2005
  - 7e SX US 250 (blessure au poignet avant l'ouverture de l'Outdoor)

## Palmarès
- champion du monde de motocross 125 cm3 en 1996 sur Kawasaki 125 KX
- champion du monde de motocross 250 cm3 en 1998 sur Kawasaki 250 KX